# باز مدرسم دیر شد
باز مدرسه‌م دیر شد مجموعهٔ تلویزیونی ایرانی به کارگردانی حسین افصحی است که در سال ۱۳۶۲ منتشر شد. این سریال با بازی اکبر عبدی برای گروه سنی کودکان و نوجوانان از شبکه دو سیما ساخته شده بود. عبدی خود بیان کرده که برای بازی در هر قسمت این مجموعه ۱۰۰۰ تومان دستمزد می‌گرفته است.

## داستان
این سریال داستان پسر بازیگوشی به نام محسن (با بازی اکبر عبدی) را به تصویر می‌کشد که همیشه مدرسه‌اش دیر می‌شود و همیشه بهانه‌ای برای دیر رسیدن دارد.

## بازیگران و نقش‌ها
| بازیگر           | نقش       |
| ---------------- | --------- |
| اسماعیل داورفر   | پدر محسن  |
| مهین شهابی       | مادر محسن |
| اکبر عبدی        | محسن      |
| عنایت الله شفیعی | مرشد      |
| مجید رزاز        | بچه مرشد  |